# Bataille de Prosperous
Rébellion irlandaise
Batailles
- Ballymore-Eustace
- Naas
- Prosperous
- Kilcullen
- Carlow
- Harrow
- Tara Hill
- Oulart Hill
- Enniscorthy
- Newtownmountkennedy
- Three Rocks
- Bunclody
- Tuberneering
- New Ross
- Antrim
- Arklow
- Saintfield
- Ballynahinch
- Duncairn
- Ovidstown
- Foulksmills
- Vinegar Hill
- Ballyellis

- 1er Killala
- Ballina
- Castlebar
- Collooney
- Ballinamuck
- 2e Killala
- Île de Toraigh

La bataille de Prosperous se déroula lors de la Rébellion irlandaise de 1798.

## La bataille
Prosperous est attaquée dans la nuit du 23 au 24 mai par les insurgés irlandais. Surprise, la petite garnison, composée de miliciens de Cork se retranche dans sa caserne mais les rebelles y mettent le feu. Plusieurs périssent dans les flammes ou sont tués à coups de piques en tentant une sortie. 
22 soldats gallois du régiment de cavalerie Ancient Britons sont également attaqués dans les maisons où ils étaient cantonnés, 9 d'entre eux sont tués et 5 sont faits prisonniers, les autres parviennent à s'enfuir.
Les pertes des miliciens de Cork sont d'un capitaine, deux sergents, un tambour et 23 soldats tués, ainsi que 8 blessés dont 2 mortellement. 